# 翁心植
翁心植（1919年5月10日—2012年7月7日），男，浙江鄞县人，中国医学家，内科专家，中国工程院院士。曾任北京朝阳医院名誉院长、北京呼吸疾病研究所所长。

## 生平
1931年至1937年，就读于天津市南开中学。
1945年，毕业于成都华西协合大学，获博士学位。1997年，当选为中国工程院院士。